# Torá Umadá

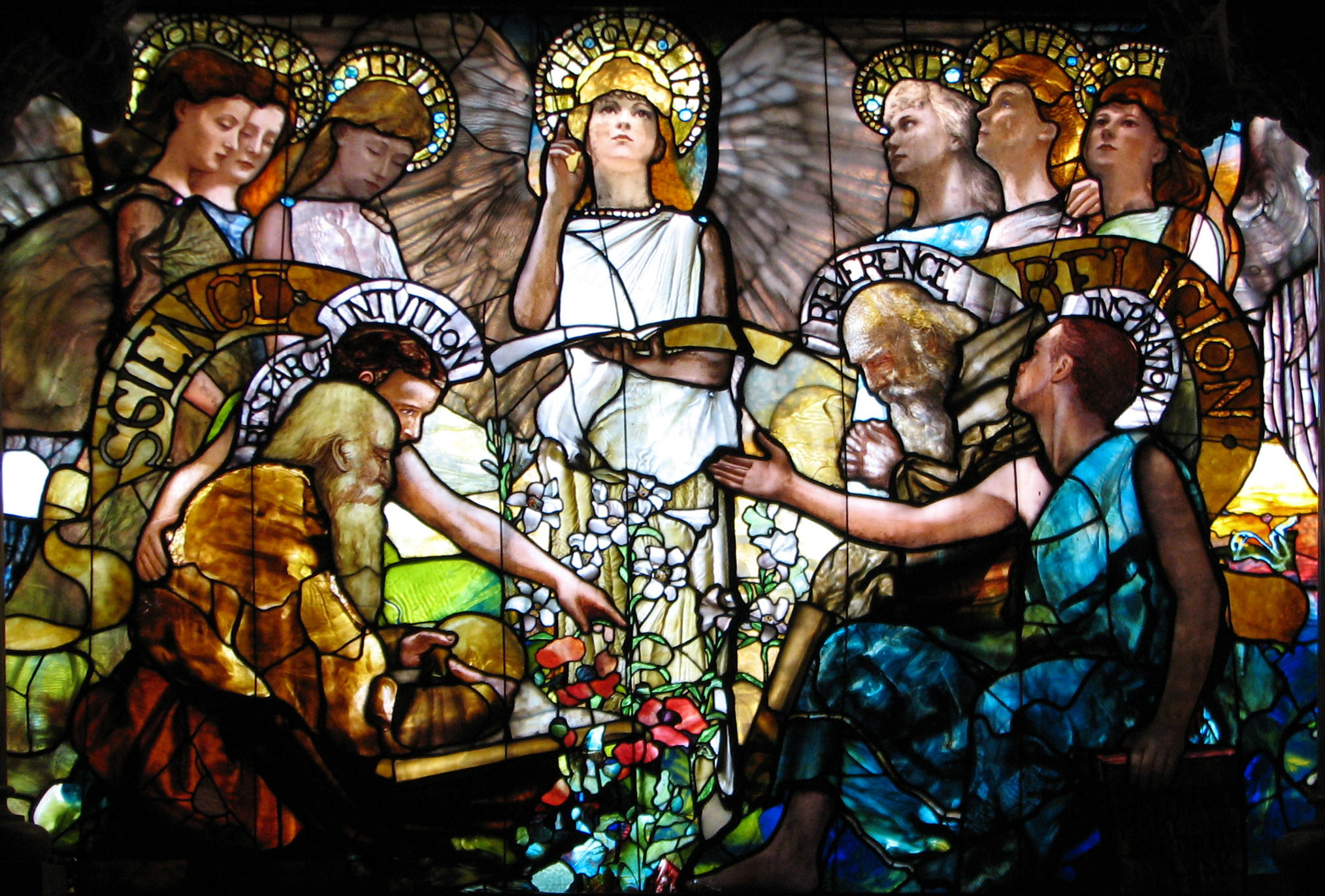
El tercio central de "Education" (1890), un vitral de Louis Comfort Tiffany & Tiffany Studios, ubicado en el Linsly-Chittenden Hall de la Universidad de Yale. Representa la Ciencia (personificada por la Devoción, el Trabajo, la Verdad, la Investigación y la Intuición) y la Religión (personificada por la Pureza, la Fe, la Esperanza, la Reverencia y la Inspiración) en armonía, presidida por la personificación central de "Luz·Amor·Vida".

Torá Umadá (en hebreo: תּוֹרָה וּמַדָּע, "la Torá y el conocimiento [científico]") es una filosofía del judaísmo ortodoxo, relativa a la interrelación entre el mundo secular y el judaísmo, en particular entre el conocimiento religioso y el conocimiento secular judío. El modo resultante del judaísmo ortodoxo se le conoce como judaísmo ortodoxo moderno.
Torá Umadá, tal como se formula hoy en día, es a menudo visto como un producto de las enseñanzas y la filosofía del Rabino Joseph B. Soloveitchik (1903-1993), director del Seminario Teológico Rabino Isaac Elchanan (RIETS) de la Universidad Yeshiva. A Soloveitchik se le ve a menudo como quien articuló un paradigma que permitió una "síntesis" entre estudio de la Torá y la vida occidental, la erudición secular, así como la participación positiva con la comunidad en general. Soloveitchik mismo no usó el término, pero algunos de sus estudiantes caracterizan su legado usando este término. La filosofía de Torá Umadda sigue estando estrechamente asociada con la Universidad Yeshiva.

## La Torá y el conocimiento secular
Desde el punto de vista de la Torá Umadda, "el judaísmo y la fe judía ... y las preocupaciones universales y las preocupaciones de la humanidad" no están "fundamentalmente opuestas", ya que el judaísmo y la cultura son, "parte esencial de un proceso continuo". El conocimiento y el conocimiento secular judío, la Torá y Madá, por lo tanto, no requieren de "substancial reconciliación." (Norman Lamm, Torah Umadda pp. 142–43). De hecho, el estudio de la Torá junto con la adquisición de otros conocimientos resulta en un judaísmo más enriquecido y elevado, tal y como lo expresa el rabino Norman Lamm, en un párrafo muy citado:

La Torá, la fe, la enseñanza religiosa en un lado y la Madá, la ciencia, el conocimiento del mundo por el otro, juntos nos ofrecen una visión más fundamental y más cierta que alguno de estos dos conjuntos a solas. Cada uno ofrece un punto de vista del Creador, así como de su creación, y el otro ofrece una perspectiva diferente que puede que no esté de acuerdo en absoluto con el primero ... Cada uno por sí solo es cierto, pero sólo parcialmente cierto; los dos juntos presentan la posibilidad de una verdad más grande.